# Karol Borhy
Karol Borhy (23. června 1912, Budapešť – 9. ledna 1997, Lučenec) byl slovenský fotbalový trenér, vedl československou fotbalovou reprezentaci na mistrovství světa ve Švýcarsku roku 1954. Reprezentační mužstvo trénoval v letech 1953–1954. Získal mistrovský titul s ČH Bratislava v roce 1959. V letech 1961–1962 trénoval i konkurenční Slovan Bratislava. Nejčastěji usedl na lavičku Jednoty Trenčín, proto také v Trenčíně dnes existuje fotbalový halový turnaj nesoucí jeho jméno: Memoriál Karola Borhyho.  Působil jako trenér i v Kuvajtu. Měl přezdívku „Karči-báči“.

## Další působiště
- 1955 – DŠO Spartak Nové Zámky (vítěz mistrovství Nitranského kraje)